# Função de Conway em base 13
A Função de Conway em base 13 é uma função criada pelo matemático britânico John H. Conway como um contraexemplo para a recíproca do teorema do valor intermediário. Em outras palavras, apesar de a função f de Conway não ser contínua, se f(a) < f(b) e for escolhido um valor arbitrário x tal que f(a) < x < f(b), sempre é possível encontrar algum ponto c entre a e b, tal que f(c) = x. Na verdade, esta função satisfaz algo ainda mais forte do que isso: ela assume cada valor real, em cada intervalo da reta real.

## A função de Conway em base 13

### Propósito
A função de Conway em base 13 foi criada como parte de uma atividade de "produção": neste caso, o desafio era produzir uma função simples de entender que assumisse todos os valores reais em cada intervalo. Com isso, a função é descontínua em todos os pontos.

### Definição
A função de Conway em base 13 é uma função {\displaystyle f:\mathbb {R} \to \mathbb {R} } definida como segue. Escreva o valor do argumento {\displaystyle x} como um tridecimal (um "decimal" na base 13) usando 13 símbolos como 'dígitos': 0, 1, ..., 9, A, B, C; não deve haver uma dízima periódica formada pela letra C no final da representação. Pode haver um sinal à esquerda, e em algum lugar haverá um ponto tridecimal para separar a parte inteira da parte fracionária; estes devem ser ignorados na sequência. Estes "dígitos" pode ser pensados como tendo valores de 0 a 12, respectivamente; originalmente Conway utilizou os dígitos "+", "-" e "." em vez de A, B, C.
- Se a partir de algum ponto, a expansão tridecimal de {\displaystyle x} estiver na forma {\displaystyle Ax_{1}x_{2}\dots x_{n}Cy_{1}y_{2}\dots } em que todos os dígitos {\displaystyle x_{i}} e {\displaystyle y_{j}} estão em {\displaystyle \{0,\dots ,9\},} então {\displaystyle f(x)=x_{1}\dots x_{n}.y_{1}y_{2}\dots } na notação usual da base 10.
- De modo similar, se a expansão tridecimal de {\displaystyle x} termina com {\displaystyle Bx_{1}x_{2}\dots x_{n}Cy_{1}y_{2}\dots ,} então {\displaystyle f(x)=-x_{1}\dots x_{n}.y_{1}y_{2}\dots .}
- Caso contrário, {\displaystyle f(x)=0.}

Por exemplo,
{\displaystyle f(12345A3C14.159\dots _{13})=f(A3.C14159\dots _{13})=3.14159\dots ,}
{\displaystyle f(B1C234_{13})=-1.234,}
e {\displaystyle f(1C234A567_{13})=0.}

### Propriedades
A função {\displaystyle f} definida desta forma satisfaz a conclusão do teorema do valor intermediário, mas não é contínua em lugar algum. Isto é, em qualquer intervalo fechado {\displaystyle [a,b]} da reta real, {\displaystyle f} assume todos os valores entre {\displaystyle f(a)} e {\displaystyle f(b).} Mais do que isso, {\displaystyle f} assume todos os valores reais em algum lugar dentro de cada intervalo aberto {\displaystyle (a,b).}
Para provar isso, seja {\displaystyle c\in (a,b)} e considere um número real qualquer {\displaystyle r.} Então {\displaystyle c} pode ter a parte à direita de sua representação tridecimal modificada para ser {\displaystyle Ar} ou {\displaystyle Br} dependendo do sinal de {\displaystyle r} (substituindo o ponto decimal com um {\displaystyle C}), produzindo um novo número {\displaystyle c'.} Introduzindo esta modificação suficientemente longe ao longo da representação tridecimal de {\displaystyle c} o novo número {\displaystyle c'} ainda estará no intervalo {\displaystyle (a,b)} e verificará  {\displaystyle f(c')=r.}
Assim, {\displaystyle f} satisfaz uma propriedade mais forte do que a conclusão do teorema do valor intermediário. Além disso, se fosse contínua em algum ponto, {\displaystyle f} seria localmente limitada neste ponto, o que não é o caso. Assim, {\displaystyle f} é um verdadeiro contra-exemplo para a recíproca do teorema do valor intermediário.